# Абрагамович Орест Остапович
Оре́ст Оста́пович Абрагамо́вич (нар. 13 листопада 1947, м. Львів, Україна) — український лікар-терапевт, доктор медичних наук (1995), завідувач кафедри внутрішньої медицини № 1 (1995), професор (2003), академік Національної академії наук Вищої освіти України (2007), головний редактор фахового науково-практичного журналу "Львівський клінічний вісник" (2012), Заслужений професор (2012), Заслужений лікар України (2017).

## Життєпис
Закінчив Львівську середню школу № 28 (1965), лікувальний факультет Львівського державного медичного інституту (1971, нині національний медичний університет).
Працював лікарем-терапевтом у Трускавці, Моршині, де організував і очолив відділення функціональної діагностики захворювань травної системи.

## Наукова діяльність
У 1982 році захистив кандидатську дисертацію і цього ж року був обраний на посаду асистента кафедри шпитальної терапії Львівського державного медичного інституту.  
У 1989 році присвоєно вчене звання доцента.  
В 1995 році захистив докторську дисертацію за темою "Характеристика соматичних, нейрогуморальних та метаболічних порушень у віддалені терміни після резекції шлунка з приводу виразкової хвороби (терапевтичні аспекти)" і відтоді завідує кафедрою шпитальної терапії (нині — кафедра внутрішньої медицини №1 [Архівовано 8 березня 2019 у Wayback Machine.]).  
В 1995 році сім'єю лікарів Абрагамовичів створений благодійній фонд «Надія Нації», президентом якого є Абрагамович О. О.   
У 2003 році йому присвоєно вчене звання професора.  
З 2007 року — академік Національної академії наук Вищої освіти України.  
З 12 листопада 2012 р. — Заслужений професор Львівського національного медичного університету імені Данила Галицького.    
Лікар-терапевт вищої кваліфікаційної категорії, ендоскопіст, гастроентеролог, профпатолог, курортолог. У колі наукових інтересів є вирішення проблем гастроентерології, ревматології, кардіології, професійних хвороб, курортології.

## Доробок
Автор 657 наукових публікацій та низки навчальних видань, серед них: посібники «Посібник з внутрішніх та інфекційних хвороб», «Посібник з внутрішніх хвороб (в 10-ти частинах)», «Сучасні класифікації та принципи формулювання діаґнозів у клініці внутрішніх хвороб», «Невідкладні стани в клініці внутрішніх хвороб», «Анемічний синдром: сучасні засади діаґностики та лікування», «Терапія військова та надзвичайних станів: посібник для студентів, інтернів та сімейних лікарів», «Посібник з професійних хвороб», «Внутрішня медицина: порадник лікарю загальної практики», довідники «Епоніми симптомів, синдромів, симптомокомплексів та хвороб внутрішніх орґанів», «Клініко-лабораторні та інструментальні константи в клініці внутрішніх хвороб», «Епонімні назви в гепатолоґії», «Варіабельність серцевого ритму: фізіолоґічні основи, клінічне значення, особливості у хворих на виразкову хворобу до та після резекції шлунка», моноґрафії «Постґастрорезекційна хвороба (терапевтичні аспекти)», «Клітинна трансплантація в клініці внутрішніх хвороб», «Хронічний ґастрит: діаґностика; лікування на курорті Моршин», науково-популярні статті у газетах та журналах.

## Родина

### Ярослав Остапович Абрагамович
Брат — Ярослав Остапович Абрагамович (4 січня 1945, с. Крульова Руска, нині Польща — 15 лютого 2016, м. Львів, Україна), український ортопед, травматолог, протезист.
Життєпис
Закінчив Львівську музичну школу та державний медичний інститут (нині національний медичний університет).
Працював:
- травматологом у Турківській центральній районній лікарні,
- молодшим науковим співробітником Київського НДІ ортопедії і травматології, водночас лікарем у відділенні травматології Залізничної лікарні м. Києва (1981—1983),
- лікарем відділення ургентної травматології 2-ї лікарні Львова (1984—1990),
- головним лікарем Львівського протезного-ортезного заводу (1991—1997). За час роботи запровадив в Україні новітні німецькі технології протезування кінцівок з Німеччини.

Засновник та керівник ортопедичним центром «Хребет — всьому голова» (1997), став співзасновником Львівського обласного благодійного фонду «Надії нації». Протезував кінцівки та лікував хворих з вадами хребта та суглобів. За майже 40 років проконсультував понад 4000 пацієнтів, пролікував понад 1000 пацієнтів, серед них і письменника Василя Шкляра.

### Любомир Остапович Абрагамович
Брат Любомир Остапович Абрагамович (29 липня 1953, м. Львів, Україна — 27 червня 2017 р.) — український дерматоонколог, дерматовенеролог, гастроентеролог-ендоскопіст, кандидат медичних наук, доцент кафедри дерматології Львівського національного медичного університету імені Данила Галицького, лікар вищої категорії.

## Нагороди та відзнаки
- Заслужений лікар України (24 серпня 2017) — за значний особистий внесок у державне будівництво, соціально-економічний, науково-технічний, культурно-освітній розвиток України, вагомі трудові здобутки та високий професіоналізм[7]
- Орден «Гордість і Слава України» (2 березня 2018) — за вагомі здобутки, високий рівень професіоналізму, активну життєву позицію та сумлінну працю, спрямовану на розвиток України
- Медаль «За успіхи в науково-педагогічній діяльності» (27 грудня 2018) — за втілення нових форм організації наукової діяльності, всебічному сприянні розвитку наукових досліджень та вдосконаленню навчально-виховного процесу (Національна академія наук Вищої освіти України)
- Почесна відзнака-орден «Медична слава» та Дипломом Верховної ради України (06 липня 2018) — за значний особистий внесок в охорону здоров’я нації, високий професіоналізм та багаторічну сумлінну працю
- Орден Спасителя та Грамота архієпископа митрополита Львівського УГКЦ Ігоря (Возняка)